# Miód pitny trójniak cedyński
Miód pitny trójniak Cedyński – regionalny alkoholowy produkt pszczelarski (miód pitny), charakterystyczny dla powiatu gryfińskiego. 27 lutego 2018 wpisany na polską listę produktów tradycyjnych (zgłaszającym był Jan Olszański).

## Historia
Z okazji tysiącletniej rocznicy bitwy pod Cedynią (1972) nieistniejące obecnie Nadodrzańskie Zakłady Przetwórstwa Owocowo-Warzywnego w Dębnie wprowadziły na rynek nową markę miodu pitnego (trójniaka) pod nazwą „Cedyński”. Oprócz tego do handlu weszło też kilka innych marek, m.in. trójniak Czcibor. Nastaw przygotowywano z odpowiednim wyprzedzeniem, począwszy od 1970.
Produkt wytwarzano najczęściej na bazie miodu wielokwiatowego (czasem wrzosowego) i moszczu z czarnej porzeczki własnego wyrobu. Miód pochodził z pobliskich Spółdzielni Ogrodniczo-Pszczelarskich w Myśliborzu i Chojnie. „Cedyński”, jako miód sycony musiał leżakować przez okres minimum dwóch lat.

## Charakterystyka
Jest to napój fermentowany, klarowany, z brzeczki miodowej, konfekcjonowany najczęściej w butelkach o pojemności 0,75, 2,25 lub 3 litrów. Barwa jest przejrzysta i bursztynowa, natomiast konsystencja lekko kleista.

## Nagrody
Produkt zdobył wyróżnienie w konkursie „Nasze Kulinarne Dziedzictwo – Smaki Regionów” (Poznań) w 2014.